# Ahpeahtone
Ahpeahtone, également connu sous le nom de Que-Tah-Tsay ou Apiatan (1856 - 8 août 1931) est un chef de la tribu des Kiowas dans l'Oklahoma, considéré comme le dernier chef traditionnel de la tribu.

## Contexte
Ahpeahtone est né en 1856 près de Medicine Lodge au Kansas, Son nom kiowa, également orthographié Apeahtone ou Ah-pe-a-ton, signifie « lance en bois » ou « Celui qui tue avec une lance ». Sa lignée comprend plusieurs chefs et guerriers kiowas renommés. Il était le fils du chef kiowa Red Otter et était lié par le sang à Little Otter et Red Cloud, le chef de guerre oglala lakota. Lone Wolf (Guipahgah), un chef éminent des Kiowas était l'oncle paternel d'Ahpeahtone.

## Chefferie
Ahpeatone était très respecté pour ses décisions et ses qualités de leader.
Au printemps 1890, la religion de la danse des Esprits s'est répandue parmi les Indiens des Plaines. Cette prophétie annonçait la destruction des Euro-Américains et un retour des temps anciens et du bison. Il a été choisi par les Kiowas pour visiter l'agence de Pine Ridge dans le Dakota du Sud. Il a été accueilli cordialement par ses proches lakotas.
Il s'est également rendu à Fort Washakie, pensant qu'il trouverait des conseils religieux parmi les Arapahos du nord. Ils l'envoyèrent aux Païutes au Nevada, où il trouva un « prophète » dans la vallée de Mason. Quand il rentra chez lui, un grand conseil fut appelé à se réunir à Andarko et les tribus de la région y assistèrent ; les Arapahos devaient y siéger également. Ahpeahtone parla de son désir de connaître la vérité. Il raconta l'histoire de son voyage et estima que la prophétie était une fraude.
Ahpeahtone appartenait à la Native American Church et utilisait le peyotl comme sacrement. Il appartenait à la Gourd Dance Society et composa certaines des chansons. Il a composé d'autres chansons de danse et a participé à toutes les danses tribales.
Vers 1916, il devient méthodiste. Il rejoint la Rainy Mountain Church en 1925 et en devient un membre actif.
Plus tard, le chef Ahpeahtone créa le Kiowa Indian Hospital à Lawton, Oklahoma. Au cours de ses années en tant que chef, Ahpeahtone adopta un système démocratique de gouvernement tribal et a développé l'idée d'un comité pour traiter les affaires tribales. Il pensait qu'il gagnait suffisamment pour prendre soin de lui et de sa famille et n'accepterait pas de rémunération pour son travail au nom de la tribu. Le seul cadeau qu'il ait jamais reçu de la tribu Kiowa était une nouvelle Ford Model-T en 1927. Cela coûta 550 $.
Le chef Ahpeahtone croyait fermement à l'éducation des Kiowas, et il voyageait partout où il le pouvait pour apprendre de la culture occidentale de l'époque.

## Famille
Il fut marié à Kaubin (1869-1938) et à Guohaddle Ahpeatone (1860-1935). Son fils, Norman "Lon Ahpeatone" Kaubin (1895-1980) servit dans l'artillerie de campagne pendant la Première Guerre mondiale. Le chef Ahpeatone et sa famille devinrent des propriétaires terriens. Ils cultivaient des cultures en rangs et élevaient du bétail et des chevaux sur leurs terres au sud-ouest de Carnegie, Oklahoma.

## Mort et héritage
Ahpeahtone mourut le 8 août 1931 et est enterré au cimetière de Rainy Mountain au sud de Mountain View.
En 1996, il fut intronisé au National Hall of Fame for Famous American Indians à Anadarko et un buste fut commandé à son effigie,.
La ville d'Ahpeatone, située dans le comté de Cotton en l'Oklahoma, a été nommée en son honneur.

## Sources
- (en) Rev. J. J. Methvin, « Ahpeahtone, Kiowa—A Bit of History », Chronicles of Oklahoma, vol. 9, no 3,‎ septembre 1931.
- (en) George H. Shirk, Oklahoma Place Names, Nprman, University of Oklahoma Press, 1987, 2e éd. (ISBN 978-080612028-7, lire en ligne), p. 5.